# Kells, Meath
Kells (iriska: Ceanannas Mór) är en ort i grevskapet Meath på Irland.
I Kells finns ett runt torn med kristet ursprung, vid Abbey of Kells. Här skapades boken Book of Kells, som numera förvaras  i Trinity Colleges bibliotek i Dublin.